# باتل وست (واشینگتن)
باتل وست (به انگلیسی: Bothell West) یک منطقهٔ مسکونی در ایالات متحده آمریکا است که در شهرستان اسنوهومیش، واشینگتن واقع شده‌است. باتل وست ۱۰٫۹۲ کیلومتر مربع مساحت و ۱۶٬۶۰۷ نفر جمعیت دارد.